# Oana Gregory
Oana Gregory (ur. 9 stycznia 1996 w Negrești-Oaș) – amerykańska aktorka, najbardziej znana z roli Amandy w serialu na stacji Disney XD Crash i Bernstein oraz z mniejszych ról takich jak Miki z serialu Kickin' It lub Stephanie z serialu Lab Rats.

## Życie prywatne
Oana Gregory urodziła się w Negrești-Oaș w Rumunii. Ma starszego brata o imieniu Dorel. Przeprowadziła się do Los Angeles w USA wraz z rodziną, w celu kontynuowania swojej kariery aktorskiej. Do jej hobby należą balet, taniec, zakupy oraz śpiew.

## Kariera
Gregory rozpoczęła karierę w 2009 roku podkładając głos w animowanym serialu dziecięcym pod tytułem Olivia, jednak uznanie zdobyła dopiero w 2011 roku, kiedy to zagrała rolę Loosie Goosie w nominowanym do wielu międzynarodowych naród filmie Spork. W tym samym roku zagrała również w filmie Aspiring Hollywood, grając rolę samej siebie.

## Filmografia
| Rok  | Tytuł | Rola          | Adnotacje              |
| ---- | ----- | ------------- | ---------------------- |
| 2011 | Spork | Loosie Goosie | negatywna rola, debiut |

| Rok          | Tytuł              | Rola            | Adnotacje          |
| ------------ | ------------------ | --------------- | ------------------ |
| 2009         | Olivia             | dodatkowe głosy | głos               |
| 2011         | Aspiring Hollywood | Oana Gregory    | ona sama           |
| 2012 – teraz | Lab Rats           | Stephanie       | kilka odcinków     |
| 2012 – teraz | Kickin' It         | Mika            | postać epizodyczna |
| 2012 – teraz | Crash i Bernstein  | Amanda          | główna rola        |